# Caloptilia gloriosa
Caloptilia gloriosa är en fjärilsart som beskrevs av Tosio Kumata 1966. Caloptilia gloriosa ingår i släktet Caloptilia och familjen styltmalar. Inga underarter finns listade i Catalogue of Life.